# Azuma-shima
Azuma-shima (jap. 吾妻島) ist eine künstliche Insel vor Yokosuka. Im Gegensatz zu den anderen künstlichen Inseln in der Bucht von Tokio entstand sie nicht infolge von Landaufschüttungen, sondern 1889 infolge des Baus eines Kanals durch die frühere Hakozaki-Halbinsel (箱崎半島, Hakozaki-hantō), die damit zu einer Insel wurde. Nominell bildet die Insel den Stadtteil Hakozaki-chō von Yokosuka, unterliegt jedoch der Jurisdiktion der United States Navy.
Die höchste Erhebung ist der 87 m hohe Azuma-yama (吾妻山).
Bis zur Meiji-Zeit war die Halbinsel bewohnt und ein Ankerplatz auf der Seeroute nach Edo (heute Tokio), wenngleich sie für ihre verborgenen Riffe gefürchtet war. 1882 wurde ein Teil der Halbinsel von der Kaiserlich Japanischen Armee erworben, die hier Küstenverteidigungsbatterien errichtete, und weitere Teile im Jahr 1900 von der Marine, die hier eine Signal- und meteorologische Station errichtete, womit die jetzige Insel zu militärischem Sperrgebiet und Teil des Marinestützpunktes Yokosuka wurde. Nach dem Krieg wurde sie am 2. September 1945 von der United States Navy requiriert und ist heute als Azuma Storage Area Teil des US-Marinestützpunktes Yokosuka (Commander Fleet Activities Yokosuka), dem Hauptquartier der United States Seventh Fleet.
Westlich und südwestlich befindet sich die Nagaura-Bucht (長浦湾, Nagaura-wan) entlang derer sich der Marinestützpunkt der japanischen Meeresselbstverteidigungsstreitkräfte erstreckt.